# Ianiropsis palpalis
Ianiropsis palpalis är en kräftdjursart som beskrevs av Barnard. Ianiropsis palpalis ingår i släktet Ianiropsis och familjen Janiridae. Inga underarter finns listade i Catalogue of Life.